# Szczuczyn (gmina)
Pour les articles homonymes, voir Szczuczyn.
Szczuczyn est une gmina mixte du powiat de Grajewo, Podlachie, dans le nord-est de la Pologne. Son siège est la ville de Szczuczyn, qui se situe environ 15 km au sud-ouest de Grajewo et 77 km au nord-ouest de la capitale régionale Białystok.
La gmina couvre une superficie de 115,72 km2 pour une population de 6 675 habitants.

## Géographie
Outre la ville de Szczuczyn, la gmina inclut les villages de Balcer, Bęćkowo, Brzeźno, Bzury, Chojnowo, Czarnówek, Czarnowo, Danowo, Dołęgi, Gutki, Jambrzyki, Koniecki Małe, Koniecki-Rostroszewo, Kurki, Lipnik, Mazewo, Miętusewo, Milewo, Niećkowo, Niedźwiadna, Niedźwiedzkie, Nowe Zacieczki, Obrytki, Przeszkoda, Rakowo, Skaje, Sokoły, Stare Guty, Świdry-Awissa, Tarachy, Wólka, Zacieczki, Załuski et Zofiówka.
La gmina borde les gminy de Biała Piska, Grabowo, Grajewo, Prostki et Wąsosz.